# Luddenham
Luddenham is een civil parish in het bestuurlijke gebied Swale, in het Engelse graafschap Kent.

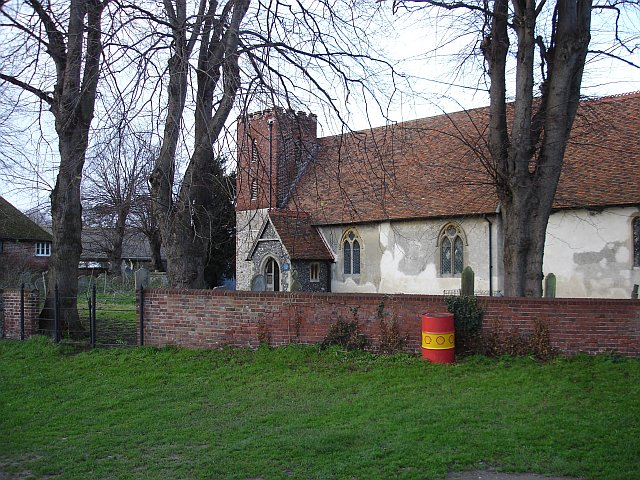
Kerk van St Mary